# Parc d'État de Chimney Rock
Le parc de Chimney Rock est un parc d'État de Caroline du Nord situé à Chimney Rock, comté de Rutherford, aux États-Unis. Le parc de 4,03 km2 (996 acres) est situé à 40 km (25 miles) au sud-est d'Asheville, et appartient aujourd'hui à l'État de Caroline du Nord.
Il offre des pistes de randonnée de tous niveaux, des vues spectaculaires et une cascade de 123 m de haut (404 pieds), Hickory Nut Falls (en). Sa caractéristique la plus remarquable est un monolithe de granit de 96 m (315 pieds), Chimney Rock, accessible par l'ascenseur, et offrant des vues sur le parc et ses alentours.
Des scènes cinématographiques ont été tournées sur place notamment en 1984, dans le film de 1984 Une race à part, mais aussi la plupart des scènes finales de l'adaptation de 1992 du film Le Dernier des Mohicans, en incluant la négociation Huron, la chasse le long de la falaise, la lutte entre Uncas et Magua, la décision d'Alice et la lutte culminante entre Magua et Chingachgook.
Le parc appartenait et était géré par la famille Morse de 1902 à 2007 ; en 2006 le terrain a été mis en vente. Beaucoup ont craint que le parc puisse tomber dans les mains d'investisseurs privés, mais au début de 2007 l'État et la famille de Morse sont arrivés à un accord ; et le 21 mai 2007, le Gouverneur Mike Easley a annoncé que le parc appartenait maintenant complètement à l'État de Caroline du Nord. Le parc continuera à être dirigé par la famille de Morse grâce à la Chimney Rock Management LLC jusqu'en 2009.
L'État commencera à recevoir des dividendes basé sur un pourcentage de revenus bruts. Pendant ce temps, l'État continuera ses efforts pour acquérir du terrain et développer un plan général pour le nouveau parc, qui est maintenant de 13 km2 (3 200 acres).
Théoriquement à partir du 26 juin 2007, le nom du nouveau parc devait être « le Parc d'État de Hickory Nut Falls », mais il est aujourd'hui encore appelé le « Chimney Rock State Park ».